# Surto de vírus Ébola na República Democrática do Congo em 2014
Um surto da doença pelo vírus Ébola ocorreu na República Democrática do Congo (RDC) em 2014. O sequenciamento do genoma mostrou que esse surto não estava relacionado à epidemia do vírus Ébola da África Ocidental em 2014-15, mas era da mesma espécie de EBOV. Começou em agosto de 2014 e foi declarada em novembro daquele ano, após 42 dias sem novos casos. Este é o sétimo surto, três dos quais ocorreram durante o período do Zaire.

## Epidemiologia
O surto foi causado por uma mulher gestante, na província de Equador, no norte, que adoeceu após manusear carne. A mulher morreu em 11 de agosto de 2014.
Os Médicos Sem Fronteiras (MSF) enviaram uma equipe de 50 funcionários para a área e abriram dois centros de tratamento de EVD com capacidade combinada de 50 leitos. MSF, juntamente com o Ministério da Saúde do país e a Organização Mundial da Saúde (OMS), trabalharam para aumentar a conscientização do público e garantir que atividades de vigilância, rastreamento de contatos e acompanhamento fossem realizadas, a fim de limitar a propagação da doença. Não há estradas para a área afetada, o que dificultava as condições de trabalho.
Em 27 de agosto, 13 pessoas já haviam morrido com 24 casos.
Em 2 de setembro, a OMS disse que havia atualmente 31 mortes na região de Boende, no norte da província de Équateur, e 53 casos confirmados, suspeitos ou prováveis. Em 9 de setembro, a OMS elevou o número de casos para 62 e o número de mortos para 35 em casos possíveis ou confirmados de Ébola. Foram incluídos neste número 9 profissionais de saúde, com 7 mortes entre eles. No total, 386 contatos foram listados e 239 contatos foram seguidos. O surto ainda estava contido no condado de Jeera, na região de Boende.
Em 28 de outubro, havia 66 casos relatados. No total, foram relatadas 49 mortes, incluindo oito entre os profissionais de saúde. Nenhum novo contato relatado estava sendo seguido e vinte dias se passaram desde que o último caso relatado foi negativo pela segunda vez e recebeu alta. Foi declarado que a RDC seria declarada livre da doença por Ébola 42 dias após a data do segundo teste negativo se nenhum novo caso fosse relatado. O surto foi declarado encerrado em 15 de novembro de 2014.
Em outubro de 2014, foi relatado que descobertas mais recentes sugerem que pode ter havido vários casos anteriores. O marido da mulher que se acreditava ter sido o caso principal disse a uma equipe de investigação que, pouco antes de adoecer, havia visitado duas mulheres que depois morreram devido a sintomas semelhantes ao Ébola. Outros moradores da vila também disseram à equipe que todos os porcos da vila haviam morrido pouco antes da doença atingir a vila e que haviam comido os porcos. Segundo a equipe de pesquisa, "foi a terceira vez, depois de 2007 e 2012, que mortes generalizadas de porcos haviam precedido surtos de Ébola em humanos na República Democrática do Congo ... e foi estabelecido que os porcos que morreram em 2012 carregavam o Ébola vírus." A transmissão do porco para o homem nunca foi comprovada em surtos anteriores, mas foi dito aos moradores que evitassem comê-los e a investigação está em andamento.

## Virologia
Os resultados do sequenciamento de vírus em amostras do surto de Ébola na República Democrática do Congo mostraram que o vírus é a espécie do Zaire em uma linhagem mais intimamente relacionada a um vírus do surto de Ébola de 1995 em Quicuíte.
A espécie do vírus do Zaire é indígena da área. Quando o surto foi relatado pela primeira vez, havia temores de que uma epidemia em andamento na África Ocidental pudesse ter se espalhado para a RDC, no entanto os resultados da caracterização do vírus, juntamente com as descobertas da investigação epidemiológica, mostraram que o surto na RDC é um evento distinto e independente, sem relação com o surto na África Ocidental.